# ALTV
ALTV（エーエルティービー、タイ語: เอแอลทีวี ; 英語: Active Learning Television）は、タイ公共放送（Thai PBS）によって運営される教育テレビチャンネルである。タイPBSを補完する公共放送として位置づけられ、チャンネル4で放送されている。2020年7月1日に地上デジタル放送、衛星放送、ケーブルテレビ、およびオンライン配信を通じて放送を開始した。

## 概要
2020年、新型コロナウイルス感染症（COVID-19）による学校の休校措置や家庭での学習継続の必要性を背景として、学生が自宅でも学習を続けられるよう支援することを目的に、タイの国家放送通信委員会（NBTC กสทช.）は特別に教育用テレビチャンネルの開設を承認した。
NBTCの意向を受け、タイ公共放送機構（Thai PBS）は地上デジタル放送のチャンネル4を使用して最大6か月間の試験放送を行うこととなった。
2020年6月25日、Thai PBSは試験放送を開始し、同日に正式な発表会も開催された。その後、7月1日から正式な放送が始まり、地上デジタル放送、衛星放送、ケーブルテレビ、オンライン配信を通じて視聴可能となった。
放送開始当初は、毎日6:00から21:00までの時間帯に、学年ごとのカリキュラムに沿った子供向け教育番組が中心に編成された。
初期段階では、Thai PBSが過去に制作した教育番組の再放送を中心にプログラムが編成された。
その後、タマサート大学 学習科学・教育学部やチュラロンコン大学 教育学部・コミュニケーションアーツ学部などの教育機関や学者との連携により、学年別カリキュラムに対応したオリジナル番組の制作も進められた。
これにより、タイの教育現場のニーズに応じた内容が徐々に充実し、学校教育のオンライン化を支援する学習機会が広がっていった。
チャンネルは当初、「Thai PBS ALTV」または「Thai PBS Active Learning TV」という名称でスタートし、のちに「ALTV（Active Learning TV）」に改名された。ALTVは、「Home + School」（家庭と学校）の統合を目指すテレビメディアとして位置づけられている。
Thai PBSは、この新しいチャンネルを通じて、子供や家庭、教師、学校、地域社会が新しい生活様式、いわゆる「New Normal」に適応できるよう支援し、学びの場を提供することを目指している。また、Thai PBSのディレクターであるラチャポン・ウィラシニ・ピピタクンは、この取り組みについて、「21世紀の新しい学びの方法のための場所を提供することは、公共メディアとしての重要な使命であり、COVID-19の状況下では教育への準備がいっそう重要である」と述べている。